# Chromis westaustralis
Chromis westaustralis är en fiskart som beskrevs av Allen, 1976. Chromis westaustralis ingår i släktet Chromis och familjen Pomacentridae. Inga underarter finns listade i Catalogue of Life.